# Резервний флот національної оборони

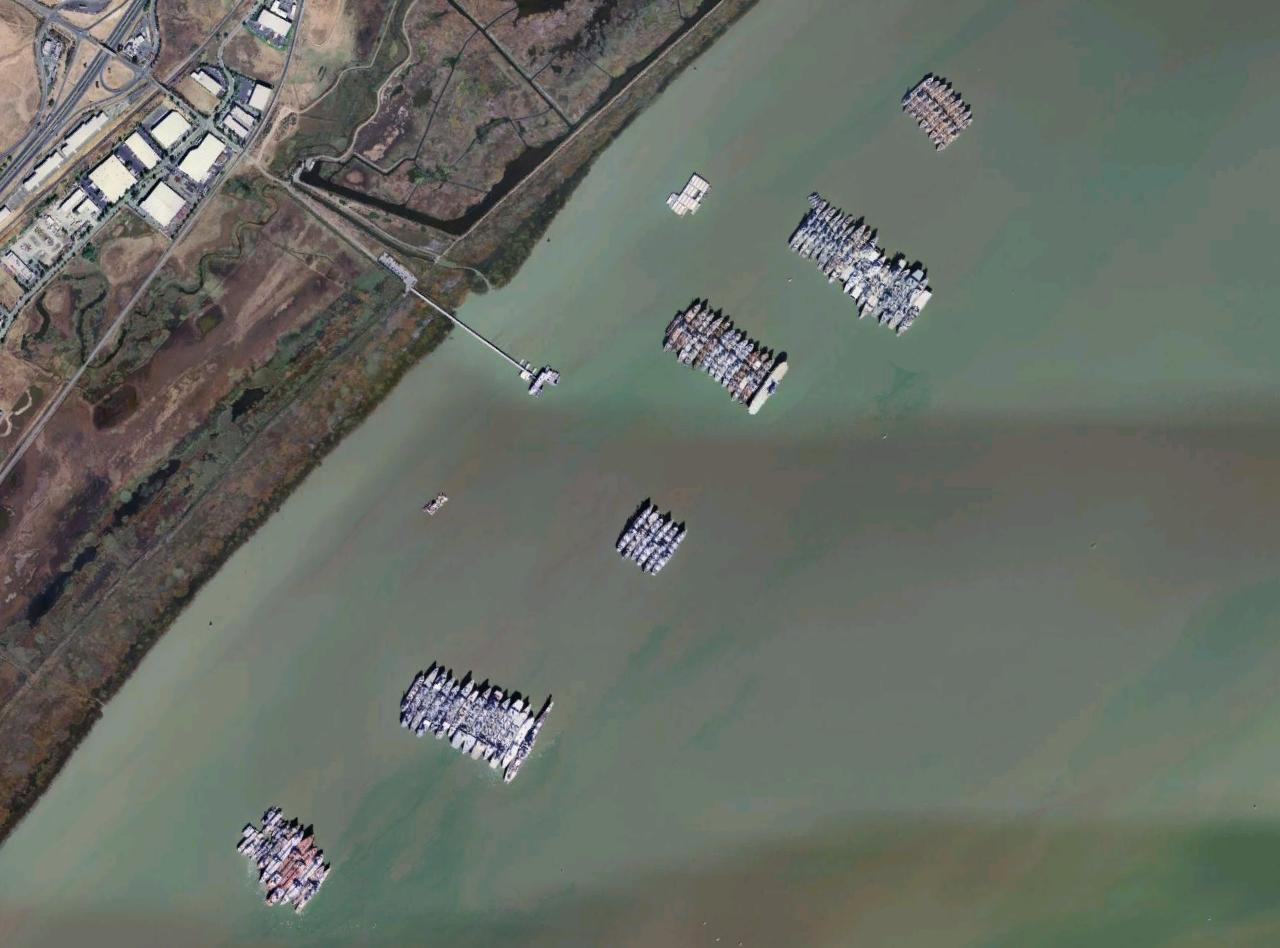
Судна Резервного флоту національної оборони у Suisun Bay, Каліфорнія

Резервний флот національної оборони (National Defense Reserve Fleet (NDRF) складається з законсервованих суден, переважно торгових, які можуть бути відновлені за період від 20 до 120 днів для забезпечення судноплавства США у випадку надзвичайної ситуації. Відповідна потреба може виникнути як у випадку військового конфлікту, так і мирний час, приміром внаслідок кризи комерційного судноплавства.  
NDRF знаходиться в управлінні Морської адміністрації Міністерства транспорту США (MARAD).  Це окрема структура від резервних флотів військово-морських сил США, які складаються переважно з військових кораблів. 
На своєму піку в 1950 році NDRF мала 2277 суден у своєму складі.  У 2003 році вона мала 274 судна.  У липні 2007 року  у резерві було 230 суден, в основному суховантажних, а також танкери, військові допоміжні судна.  Станом на січень 2018 року кількість суден скоротилася до 98.  